# Чемпіонат світу з баскетболу
Чемпіонат світу з баскетболу — міжнародний турнір по баскетболу, проводиться з 1950 р. раз на 4 роки під егідою ФІБА. Є найпрестижнішим турніром для чоловічих національних збірних з даного виду спорту.
З 1953 року проводиться аналогічний турнір серед жінок.

## Історія

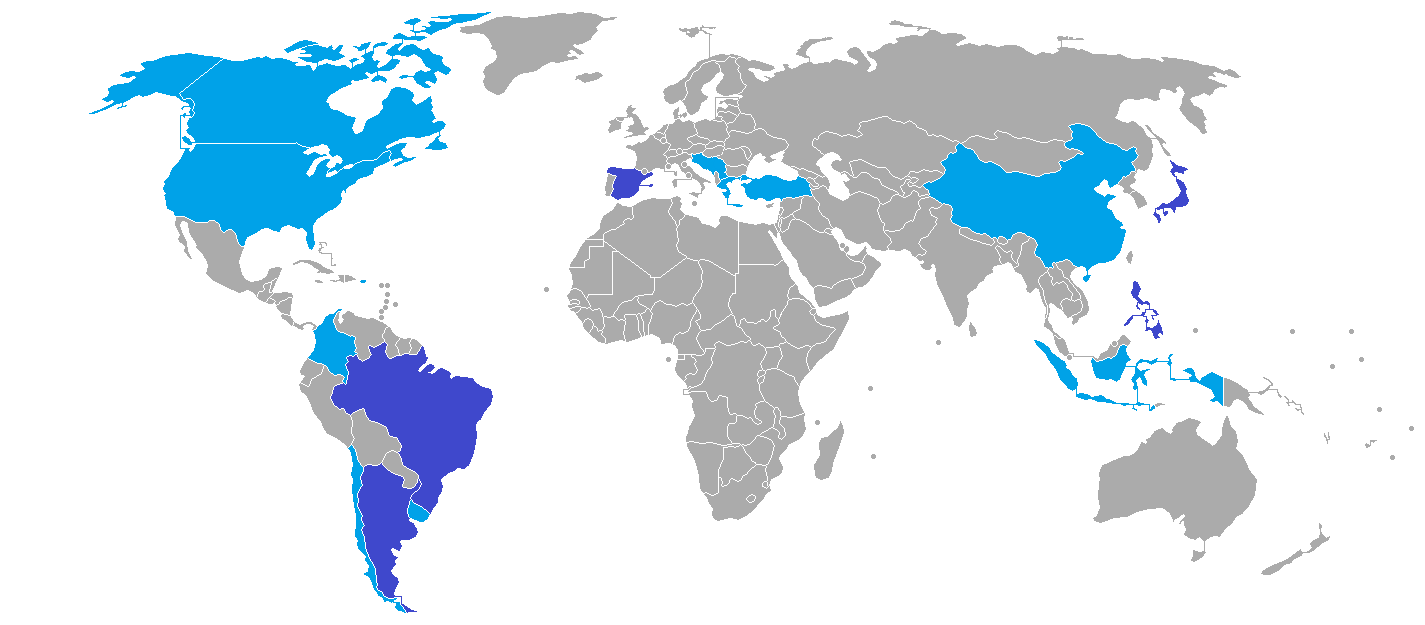
Країни які приймали чемпіонат світу. Темно-синій: двічі; блакитний: один раз.

Після вдалого проведення баскетбольного турніру на Олімпійських іграх 1948 року. Генеральний секретар FIBA Ренато Вільям Джонс закликав ФІБА розглянути можливість проведення чемпіонату світу та започаткувати його в найкоротший термін і подібно до футбольного чемпіонату світу проводити баскетбольний чемпіонат раз на чотири роки. ФІБА погодився на пропозицію та призначив проведення першого чемпіонату світу на 1950 рік. Аргентина була обрана господарем першого чемпіонату світу. Власне збірна Аргентини і стала першим чемпіоном світу.
Перші п'ять чемпіонатів пройшли в Південній Америці. З 1963 по 1990 чемпіонат вигравали тільки чотири країни, які власне і домінували в той час, це збірні США, СРСР, Бразилії та Югославії.
Чемпіонат 1994 став початком нової ери — баскетболісти НБА вперше брали участь в чемпіонаті. Збірна США, яка на 100 % складалась з гравців НБА без проблем стала чемпіоном світу при цьому американці в кожному матчі набирали понад 100 очок. Росіяни стали другими, а хорвати третіми. Чемпіонат 1998 року пройшов без гравців НБА. Югослави стали чемпіонами, росіяни знову другими, а США без гравців НБА лише третіми.
У 2002 югослави, лідерами яких був Предраг Стоякович вдруге поспіль стали чемпіонами світу перемігши в фіналі аргентинців. Найцінніший гравець чемпіонату Дірк Новіцкі привів збірну Німеччини до бронзових нагород. Збірна США, яка складалась суто з гравців НБА сенсаційно посіла лише шосте місце. Саме після цього чемпіонату ФІБА ухвалила рішення про розширення кількості учасників чемпіонату до 24-х збірних.
Чемпіонат 2006 подарував нового чемпіона Іспанію, яка переграла в фіналі греків. Збірна США фінішувала третьою.
Двічі поспіль у 2010 та 2014 роках чемпіонство здобули американці, які на той момент стали лідерами загального заліку за кількістю медалей. У 2014 також було прийнято рішення про збільшення кількості збірних у фінальній частині чемпіонату з 24-х  до 32-х збірних, а також вперше з 1967 прийнято рішення про не проведення чемпіонату в роки проведення чемпіонату світу з футболу, тому наступний чемпіонат світу з баскетболу пройшов в 2019 році. Титул переможців вдруге здобула збірна Іспанії.
На останньому чемпіонаті світу 2023 року вперше титул чемпіона здобула збірна Німеччини, яка у фіналі здолала збірну Сербії 83–77.

## Переможці та призери
| 1950 | Аргентина                  | Аргентина | 64–50          | США       | Чилі      | 51–40            | Бразилія      |
| 1954 | Бразилія                   | США       | 62–41          | Бразилія  | Філіппіни | 66–60            | Франція       |
| 1959 | Чилі                       | Бразилія  | 81–67          | США       | Чилі      | 86–85 Овертайм   | Тайвань       |
| 1963 | Бразилія                   | Бразилія  | 90–71          | Югославія | СРСР      | 69–67            | США           |
| 1967 | Уругвай                    | СРСР      | 71–59          | Югославія | Бразилія  | 80–71            | США           |
| 1970 | Югославія                  | Югославія | 80–55          | Бразилія  | СРСР      | 62–58            | Італія        |
| 1974 | Пуерто-Рико                | СРСР      | 82–79          | Югославія | США       | 83–70            | Куба          |
| 1978 | Філіппіни                  | Югославія | 82–81 Овертайм | СРСР      | Бразилія  | 86–85            | Італія        |
| 1982 | Колумбія                   | СРСР      | 95–94          | США       | Югославія | 119–117          | Іспанія       |
| 1986 | Іспанія                    | США       | 87–85          | СРСР      | Югославія | 117–91           | Бразилія      |
| 1990 | Аргентина                  | Югославія | 92–75          | СРСР      | США       | 107–105 Овертайм | Пуерто-Рико   |
| 1994 | Канада                     | США       | 137–91         | Росія     | Хорватія  | 78–60            | Греція        |
| 1998 | Греція                     | Югославія | 64–62          | Росія     | США       | 84–61            | Греція        |
| 2002 | США                        | Югославія | 84–77 Овертайм | Аргентина | Німеччина | 117–94           | Нова Зеландія |
| 2006 | Японія                     | Іспанія   | 70–47          | Греція    | США       | 96–81            | Аргентина     |
| 2010 | Туреччина                  | США       | 81–64          | Туреччина | Литва     | 99–88            | Сербія        |
| 2014 | Іспанія                    | США       | 129–92         | Сербія    | Франція   | 95–93            | Литва         |
| 2019 | КНР                        | Іспанія   | 95–75          | Аргентина | Франція   | 67–59            | Австралія     |
| 2023 | Філіппіни Японія Індонезія | Німеччина | 83–77          | Сербія    | Канада    | 127–118 Овертайм | США           |
| 2027 | Катар                      |           | –              |           |           | –                |               |

## Медальний залік
| Місце                | Країна                   | Золото | Срібло | Бронза | Загалом |
| -------------------- | ------------------------ | ------ | ------ | ------ | ------- |
| 1                    | США                      | 5      | 3      | 4      | 12      |
| 2                    | Югославія / ФР Югославія | 5      | 3      | 2      | 10      |
| 3                    | СРСР                     | 3      | 3      | 2      | 8       |
| 4                    | Бразилія                 | 2      | 2      | 2      | 6       |
| 5                    | Іспанія                  | 2      | 0      | 0      | 2       |
| 6                    | Аргентина                | 1      | 2      | 0      | 3       |
| 7                    | Німеччина                | 1      | 0      | 1      | 2       |
| 8                    | Росія                    | 0      | 2      | 0      | 2       |
| 8                    | Сербія                   | 0      | 2      | 0      | 2       |
| 10                   | Греція                   | 0      | 1      | 0      | 1       |
| 10                   | Туреччина                | 0      | 1      | 0      | 1       |
| 12                   | Франція                  | 0      | 0      | 2      | 2       |
| 12                   | Чилі                     | 0      | 0      | 2      | 2       |
| 14                   | Канада                   | 0      | 0      | 1      | 1       |
| 14                   | Литва                    | 0      | 0      | 1      | 1       |
| 14                   | Філіппіни                | 0      | 0      | 1      | 1       |
| 14                   | Хорватія                 | 0      | 0      | 1      | 1       |
| Загалом (17 збірних) | Загалом (17 збірних)     | 19     | 19     | 19     | 57      |

Югославія враховує результати збірних Союзної Республіки Югославії (1918 — 04.02.2003) та Сербії і Чорногорії. ФІБА при підрахунку медалей поділяє медалі, завойовані збірною СРСР (1917–1991) та збірною Росією.

## Найкращі гравці чемпіонату
| Чемпіонат | MVP              |
| --------- | ---------------- |
| 1950      | Оскар Фурлонг    |
| 1954      | Кербі Мінтер     |
| 1959      | Амаурі Пасош     |
| 1963      | Вламір Маркеш    |
| 1967      | Іво Данеу        |
| 1970      | Сергій Бєлов     |
| 1974      | Драган Кічанович |
| 1978      | Дражен Даліпагич |
| 1982      | Роландо Фрейзер  |
| 1986      | Дражен Петрович  |
| 1990      | Тоні Кукоч       |
| 1994      | Шакіл О'Ніл      |
| 1998      | Деян Бодирога    |
| 2002      | Дірк Новіцкі     |
| 2006      | Пау Газоль       |
| 2010      | Кевін Дюрант     |
| 2014      | Кайрі Ірвінг     |
| 2019      | Рікі Рубіо       |
| 2023      | Денніс Шредер    |